# Jay Reatard

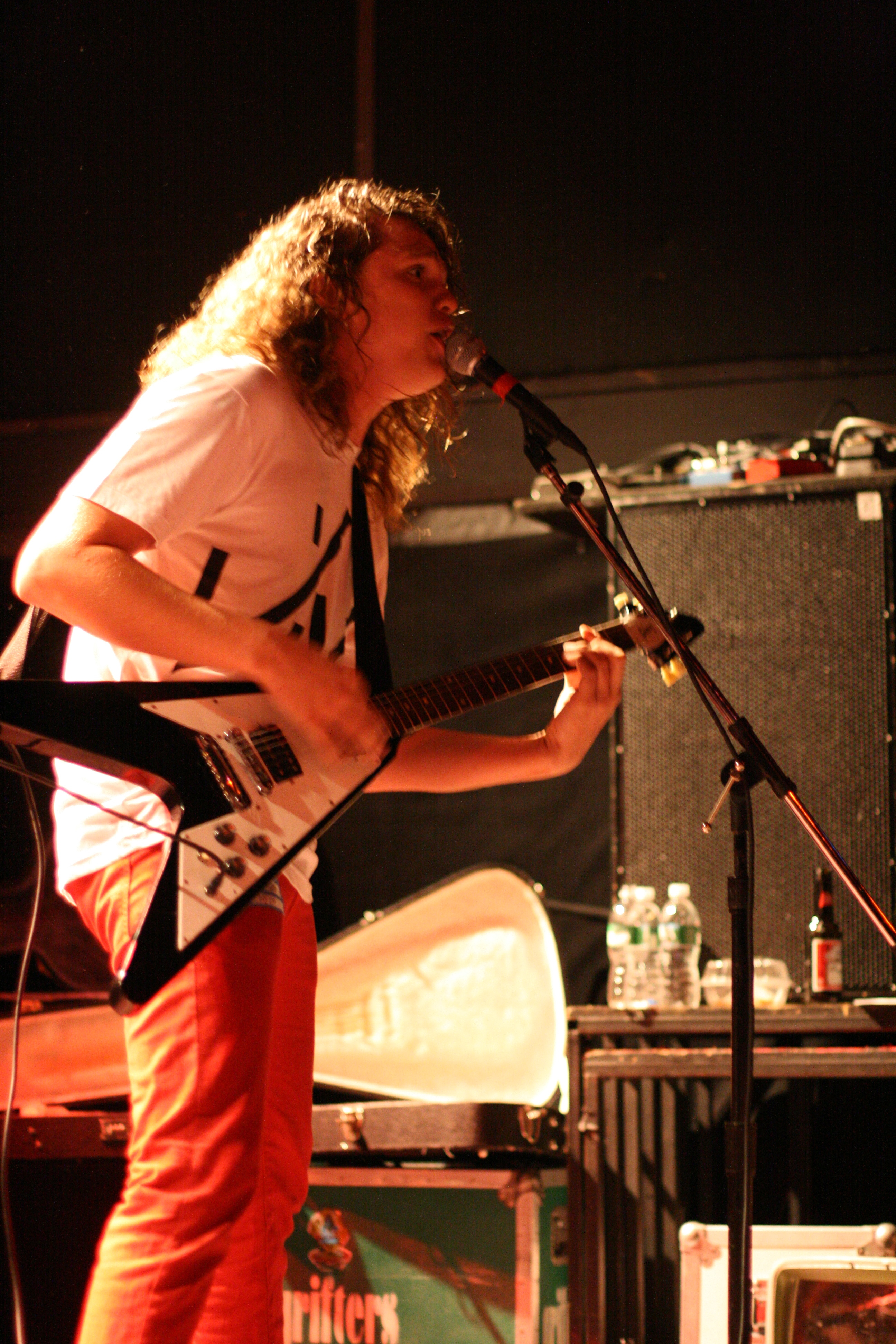
Jay Reatard im Bowery Ballroom (2008)

Jay Reatard (* 1. Mai 1980 in Memphis; † 13. Januar 2010 ebenda; eigentlich Jimmy Lee Lindsey Jr.) war ein US-amerikanischer Punk-Musiker aus Memphis, Tennessee.

## Biografie
Sein Debütwerk erschien 1998 unter dem Titel Teenage Hate. Reatard war bei Matador Records unter Vertrag. Er veröffentlichte solo und als Mitglied der Bands The Reatards und Lost Sounds insgesamt 22 Alben.
Reatard wurde am 13. Januar 2010 um 3:30 Uhr tot in seinem Haus in Memphis aufgefunden. Laut dem Arzt, der die Nachuntersuchungen durchführte, spielten Kokain und auch Alkohol eine wesentliche Rolle bei Reatards Tod.

## Diskografie

### Mit The Reatards

#### Alben
- 1998: Teenage Hate (Goner)
- 1999: Grown Up, Fucked Up (Empty Rec.)
- 2004: Live Lp (Goner)
- 2004: Bedroom Disasters (Empty Rec.)
- 2005: Not Fucked Enough (Empty Rec.)

#### Singles
- 1998: Get Real Stupid (Goner)
- 1999: Get Out Of Our Way (Blahll!)
- 1999: Your So Lewd (Empty Rec.)
- 2002: Untitled (Solid Sex Lovie Doll Rec.)
- 2004: Monster Child (Zaxxon)
- 2005: Plastic Surgery (Shattered)
- 2005: Totally Shattered Euro Tour
- 2006: I Lie Too (Zaxxon)

### Als Jay Reatard

#### Alben
- 2006: Blood Visions (In the Red)
- 2009: Watch Me Fall (Matador)

#### Singles
- 2006: Hammer I Miss You (Goner)
- 2007: Night of Broken Glass (In the Red)
- 2007: In the Dark (Squoodge)
- 2007: I Know a Place (Goner)
- 2008: See/Saw (Matador)
- 2008: Painted Shut (Matador)
- 2008: Always Wanting More (Matador)
- 2008: Fluorescent Grey (Matador)
- 2008: Trapped Here (Matador)
- 2008: No Time (Matador)
- 2009: Hang Them All (Split with Sonic Youth; Matador)
- 2009: Telephone Network Voltage (Split with Thee Oh Sees; Shattered)
- 2009: It Ain't Gonna Save Me (Matador)